# Gagea bohemica
Il cipollaccio della Boemia (Gagea bohemica (Zauschn.) Schult. & Schult.f., 1829) è una pianta appartenente alla famiglia delle Liliacee.

## Descrizione
È una pianta geofita bulbosa, alta 3–8 cm.
 
Presenta da 2 a 5 foglie basali, filiformi, più lunghe del fusto, e foglie cauline alterne, ricurve, larghe fino a 3 mm.
 
I fiori sono retti da un peduncolo pubescente ed hanno un perigonio di colore giallastro con lacinie larghe circa 2,5-3,5 mm e lunghe 10–15 mm.

## Distribuzione e habitat
La specie ha un areale eurimediterraneo.
In Italia è segnalata in Toscana (isola d'Elba), Umbria, Lazio, Abruzzo, Molise, Campania, Puglia, Basilicata, Calabria, Sicilia e Sardegna.
Predilige i prati rocciosi ad altitudini comprese tra 1000 e 1900 m.

## Tassonomia
Questa specie include alcune entità che in passato venivano considerate come specie a sé stanti quali: Gagea busambarensis (Tineo) Parl.; Gagea nebrodensis (Tod. ex Guss.) Nyman, 1855; Gagea saxatilis (Mert. & W.D.J.Koch) Schult. & Schult.f..

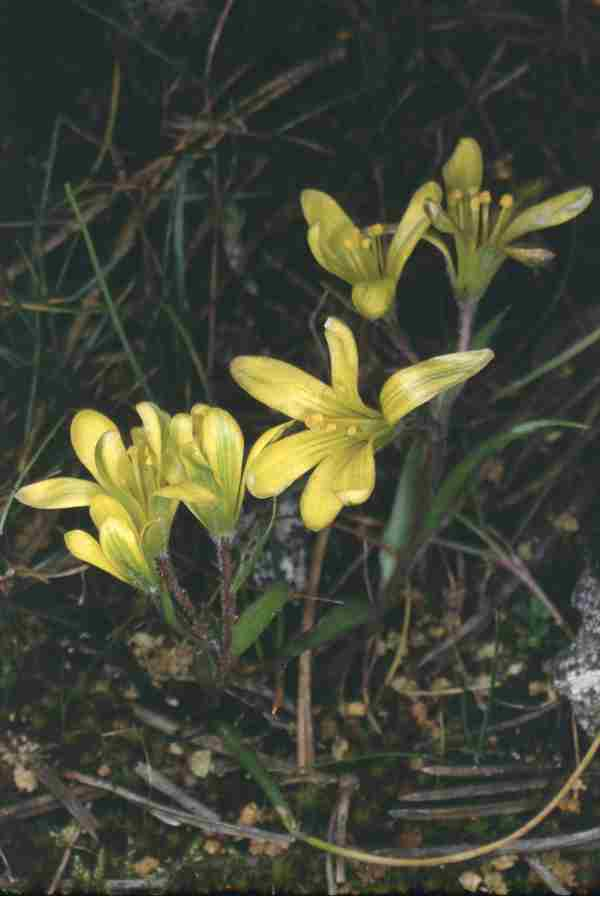

Gagea busambarensis (Tineo) Parl. - cipollaccio della Busambra
Questa entità, descritta nel 1845 da Tineo come Ornithogalum busambarense, e successivamente ridenominata Gagea busambarensis da Parlatore nella sua Flora d'Italia del 1850, è stata a lungo considerata un endemismo puntiforme, con un'unica stazione nota sulla sommità della Rocca Busambra (Sicilia).

Tale assunto si basava su alcune caratteristiche morfologiche del perigonio di tale entità, che presenta lacinie più strette e più lunghe della forma tipica di G. bohemica, con antere ovali e stami lunghi 4–8 mm (da 1/3 a 1/2 della lacinia corrispondente).

Recenti studi hanno dimostrato che le caratteristiche morfologiche delle popolazioni di Rocca Busambra corrispondono a quelle comunemente osservabili negli esemplari immaturi di G. bohemica.